# Free Derry

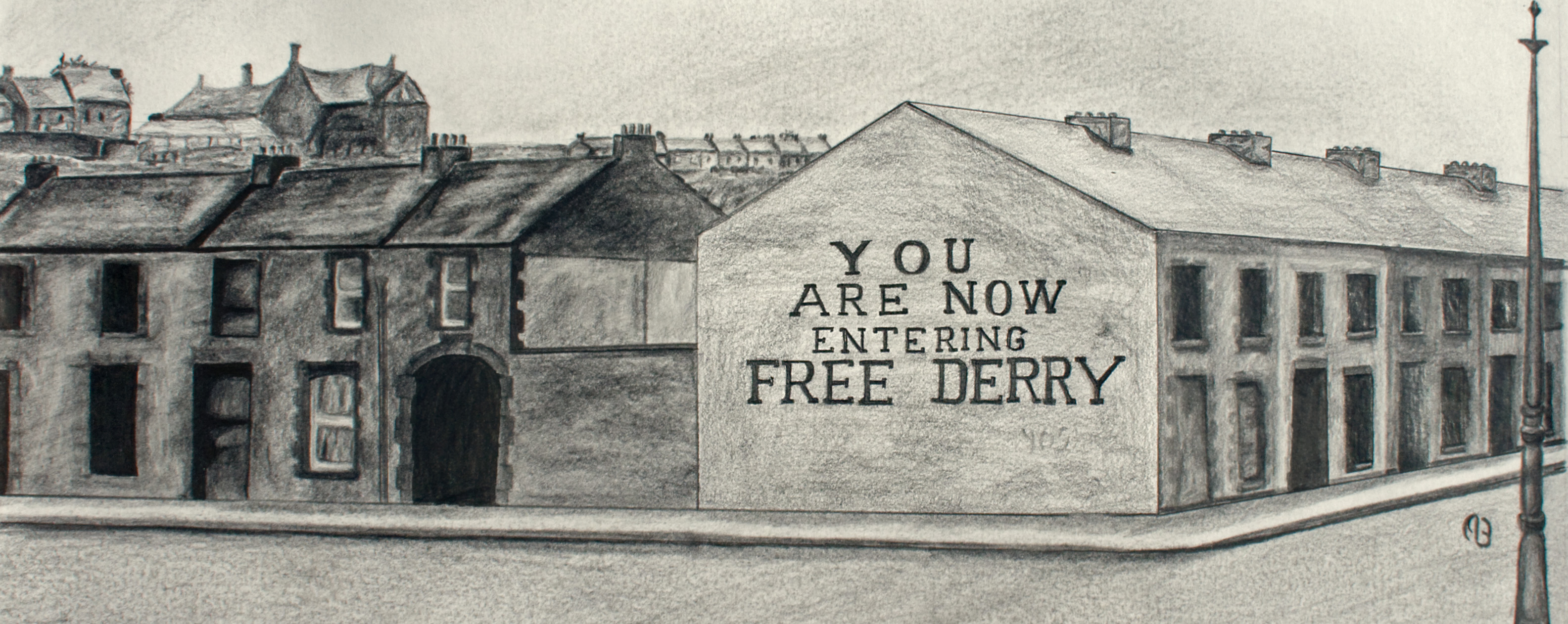
Free Derry Corner à l'angle de Lecky Road et Fahan Street dans le Bogside. Ce slogan a été peint pour la première fois en janvier 1969 par John Casey.

Free Derry (irlandais : SaorDhoire, français : Derry libre) était une enclave nationaliste, autoproclamée autonome, de Derry (Irlande du Nord) entre 1969 et 1972. Ce nom provient d'une peinture d'un pignon de mur dans le Bogside en janvier 1969 : « You are now entering Free Derry » (« Vous entrez maintenant dans Derry libre »). L'enclave, qui incluait les quartiers du Bogside et de Creggan (en), était sécurisée par des activistes de la communauté pour la première fois le 5 janvier 1969 faisant suite à une incursion dans le Bogside de membres des forces de police, les Royal Ulster Constabulary (RUC). Les résidents érigèrent des barricades et préparèrent des pierres et autres armes pour empêcher les RUC d'entrer. Après six jours, les résidents démontèrent les barricades et les patrouilles policières reprirent, mais la tension resta élevée pendant les mois qui suivirent.
Les violences connurent un pic le 12 août 1969, culminant durant la bataille du Bogside — une bataille de trois jours, particulièrement dure, entre les résidents et la police. Le 14 août, des unités de l'Armée britannique furent déployées à l'entrée du Bogside et la police se replia. Le Derry Citizens Defence Association (Association de défense des citoyens de Derry, DCDA), déclara son intention de tenir l'enclave contre la police et l'armée tant que leurs revendications ne seraient pas acceptées. L'armée ne tenta pas d'entrer dans l'enclave. La situation perdura jusqu'en octobre 1969 quand, après la publication du rapport Hunt, la police militaire fut autorisée à y entrer.